# ريزكان (سروستان)
ریزکان (بالفارسية: ریزکان) هي قرية تقع في إيران في Sarvestan Rural District. يقدر عدد سكانها بـ 218 نسمة بحسب إحصاء 2016.